# پوکوموک سیتی (مریلند)
پوکوموک سیتی (به انگلیسی: Pocomoke City) شهری در ایالت مریلند کشور ایالات متحده آمریکا است که جمعیت آن در سرشماری سال ۲۰۱۰ میلادی، ۴٬۱۸۴ نفر بوده‌است.